# Onthophagus natronis
Onthophagus natronis là một loài bọ cánh cứng trong họ Bọ hung (Scarabaeidae).